# Federico Pescetto
Federico Pescetto (né le 13 novembre 1817 à Savone, dans l'actuelle province de Savone en Ligurie, alors dans le royaume de Sardaigne et mort dans la même ville le 15 septembre 1882) est un général du génie et un homme politique italien du XIXe siècle, partisan de l'unification italienne.

## Biographie

### Vie et carrière militaire
Federico était le fils aîné de ses parents Niccolò et Benedetta, née Colla. La famille de sa mère faisait partie de la "meilleure société" de Ligurie, dont étaient issus de nombreux hauts fonctionnaires de l'administration. Son père ayant quitté la famille pour émigrer en Amérique du Sud, c'est un oncle maternel qui devint son tuteur. En avril 1827, alors qu'il avait à peine dix ans, Pescetto entra comme cadet à l'Académie militaire de Turin, d'où il sortit en 1837 avec le grade de lieutenant du génie. En 1840, il fut muté à Novara, où il épousa sa cousine Annetta, née Biale. Neuf de leurs 13 enfants atteignirent l'âge adulte, trois fils devinrent plus tard officiers comme leur père. Pescetto était un franc-maçon actif et s'est battu pour que le gouvernement reconnaisse la franc-maçonnerie comme une "entité morale". En 1871, il devint grand maître de la loge "Grand Orient d'Italie".
Outre la construction de fortifications et de casernes, entre autres à Gênes, Coni et Verceil, le développement des infrastructures de transport constitua le contenu principal de son début de carrière. À partir de 1857, Pescetto fit partie de l'équipe de planification et de direction des travaux pour le nouveau port militaire et l'arsenal de La Spezia. En juin 1860, Pescetto fut nommé chef du génie de la forteresse d'Alessandria, importante à l'époque, et fut promu colonel en novembre de la même année. Suivirent en 1862 la nomination au grade de major général et la nomination à l'état-major du génie, puis en 1873 la promotion au grade de lieutenant général et la nomination à l'état-major commun de l'artillerie et du génie. En 1866, de 1867 à 1870 et de 1873 à 1881, Pescetto est également juge au Tribunal militaire suprême. Il est mis à la retraite en 1881.

### Carrière politique
Le 25 mars 1860, Pescetto fut élu pour la circonscription de Varazze au Parlement de transition, encore compté comme Chambre des députés du royaume de Sardaigne-Piémont, mais dont faisaient déjà partie des représentants des régions de Lombardie, Toscane, Parme, Modène et Romagne, rattachées en 1859/60. Au début, il se rangea parmi les libéraux de gauche, mais au cours de son mandat de député, qui dura jusqu'en 1867, il se rapprocha du centre politique. À partir de 1861, il représenta la circonscription de Savone. Outre les questions de politique régionale (par exemple le raccordement de Savone au réseau ferroviaire naissant), il s'intéressait surtout à la politique militaire et navale. Après avoir été nommé ministre, Pescetto démissionna de son mandat de député, mais fut réélu en mai 1867. Sa démission en tant que ministre fut le résultat d'un événement considéré à l'époque comme un scandale : Pescetto avait été chargé de détourner Giuseppe Garibaldi, arrêté conformément à une exigence de Napoléon III, de son projet de l'expédition des Mille, mais il le libéra sans condition. Lors de la nouvelle élection tournante en novembre 1870, Pescetto fut battu par son adversaire Paolo Boselli.
Le 16 mars 1879, Pescetto fut nommé sénateur à vie, sans avoir été actif au Sénat.
Il fut décoré à plusieurs reprises pour ses mérites et reçut entre autres le grand commandeur de l'ordre des Saints-Maurice-et-Lazare ainsi que la médaille commémorative de l'unité italienne.

## Décorations
- Grand officier de l'ordre des Saints-Maurice-et-Lazare
- Médaille commémorative des campagnes des guerres d'indépendance
- Médaille à la mémoire de l'unification de l'Italie

## Source
- (de) Cet article est partiellement ou en totalité issu de l’article de Wikipédia en allemand intitulé « Federico Pescetto » (voir la liste des auteurs).